# Драган Окука
Драгомир „Драган” Окука (Калиновик, 2. април 1954) је бивши југословенски и српски фудбалер, а данашњи фудбалски тренер.

## Каријера
Окука је током играчке каријере носио дрес Вележа из Невесиња, затим мостарског Вележа, Леотара из Требиња и шведских клубова Еребра и Мотала. Уписао је и девет наступа за У-21 и У-23 селекције репрезентације СФР Југославије, а тренерским послом почео је да се бави у Бечеју, 1994. године.
Након тога је водио Чукарички да би 1997. преузео Обилић. Под његовим вођством, „витезови” са стадиона Милош Обилић постали су први тим од рата који је освојио титулу шампиона Србије мимо „вечитих ривала”.
После одласка са Врачара водио је подгоричку Будућност (1999/2000), Војводину (2000) да би 2000. године преузео Легију из Варшаве. Окука је Легију водио до 2003. године, а са њима је успео да прекине доминацију Висле и да 2002. године освоји титулу шампиона, на коју се чекало од 1995. године. Исте године, Окука је са Легијом освојио и Лига Куп.
Окука је 2005. постављен за селектора младе репрезентације Србије и Црне Горе. Он је са репрезентацијом тадашње СЦГ на Европском првенству 2006. године освојио четврто место. Његов тим играча до 21 године у полуфиналу је поражен тек на пенале (5:4) од Украјине.
Касније је Окука водио и Вислу из Кракова (2006), Омонију (2007), Локомотиву из Софије (2008–10), Кавалу (2010) а потом је радио у Кини где је водио Ђангсу, Чангчуен и Тјенцин. Окука је 2012. године добио награду за српског тренера године.
Окука је 6. септембра 2018. године по други пут у каријери преузео Војводину. У том тренутку, Војводина се налазила на седмом месту на табели Суперлиге Србије, пошто је у седам утакмица остварила две победе, три ремија и два пораза, уз негативну гол-разлику 7:8. Међутим само два и по месеца (тачно 79 дана) трајао је Окукин мандат, током којег су Новосађани одиграли десет првенствених сусрета и забележили скор од четири победе, једног ремија и пет пораза, уз гол-разлику 7:6.

## Успеси

### Играчки
Вележ Мостар
- Куп Југославије: 1981.
- Балкански куп: 1981.

### Тренерски
Обилић
- Првенство СР Југославије: 1997/98.

Легија Варшава
- Првенство Пољске: 2001/02.
- Лига куп Пољске: 2002.

Ђангсу Сунинг
- ФА Суперкуп Кине: 2013.

Индивидуални
- Српски тренер године: 2012.
- Тренер године у Кини: 2012.